# Février 1932

## Événements
- 1er février : Agustín Farabundo Martí, chef de la révolte des paysans au Salvador, est exécuté avec d'autres dirigeants communistes.
- 2 février : ouverture de la conférence internationale de Genève sur le désarmement (fin en 1934 après un échec).
- 9 février : le gouvernement espagnol crée une Garde d’assaut républicaine pour faire contrepoids à la Garde civile (Guardia de Asalto).
- 14 février (Brésil) : nouveau code électoral. Le droit de vote est accordé aux femmes et le vote à bulletin secret est introduit. Le suffrage est refusé aux analphabètes.
- 16 février : 
  - Éamon de Valera, à la tête du Fianna Fáil républicain gagne les élections en Irlande. Il devient président du Conseil.
  - France : opposé au projet de réforme électorale, le Sénat renverse le gouvernement Pierre Laval ;
  - France : dépôt du brevet du presse-purée par Jean Mantelet, fondateur de Moulinex.
- 20 février, France : André Tardieu président du Conseil.
- 24 février : à Daytona Beach, Malcolm Campbell établit un nouveau record de vitesse terrestre : 408,71 km/h.

## Naissances
- 4 février : Robert Coover, écrivain américain († 5 octobre 2024).
- 5 février : Claude Chantal, actrice française de doublage († 8 février 2016).
- 6 février : François Truffaut, cinéaste français († 21 octobre 1984).
- 7 février : Alfred Worden, astronaute américain († 17 mars 2020).
- 8 février : John Williams, compositeur
- 10 février : Roland Hanna, pianiste de jazz américain († 13 novembre 2002).
- 11 février : 
  - « Pedrés » (Pedro Martínez González), matador espagnol.
  - Germaine Ahidjo, Personnalité camerounaise, Première dame du Cameroun (1960-1982) († 20 avril 2021).
- 13 février : Julio Aparicio, matador.espagnol.
- 16 février :
  - Ahmad Tejan Kabbah, Président de Sierra Leone.
  - Antonio Ordóñez, matador espagnol († 19 décembre 1998).
- 18 février : Miloš Forman, réalisateur tchèque.
- 19 février : Joseph Kerwin, astronaute américain.
- 22 février : 
  - Edward Moore Kennedy, sénateur américain († 25 août 2009).
  - Robert Opron, designer automobile français († 29 mars 2021).
- 24 février : 
  - Michel Legrand, compositeur français († 26 janvier 2019).
  - John Vernon, acteur canadien.
- 25 février : Tony Brooks, pilote automobile britannique († 3 mai 2022).
- 26 février : Johnny Cash, chanteur américain de musique country († 12 septembre 2003).
- 27 février : Elizabeth Taylor, actrice américaine († 23 mars 2011).

## Décès
- 27 février : Victor Hamm, pilote français, pionnier de l'aéropostale (° 12 mars 1894).